# Tour d'Autriche 2016
La 68e édition du Tour d'Autriche a lieu du 2 au 9 juillet 2016. La course fait partie du calendrier UCI Europe Tour 2016 en catégorie 2.HC.

## Présentation

### Équipes
Classé en catégorie 2.HC de l'UCI Europe Tour, le Tour d'Autriche est par conséquent ouvert aux WorldTeams dans la limite de 70 % des équipes participantes, aux équipes continentales professionnelles, aux équipes continentales autrichiennes, aux équipes continentales étrangères dans la limite de deux, et à une équipe nationale autrichienne.
Dix-neuf équipes participent à ce Tour d'Autriche - une WorldTeams, dix équipes continentales professionnelles et huit équipes continentales :
| UCI WorldTeams  | UCI WorldTeams | UCI WorldTeams |
| Nom de l'équipe | Pays           | Code           |
| --------------- | -------------- | -------------- |
| Astana          | Kazakhstan     | AST            |

| Équipes continentales professionnelles | Équipes continentales professionnelles | Équipes continentales professionnelles |
| Nom de l'équipe                        | Pays                                   | Code                                   |
| -------------------------------------- | -------------------------------------- | -------------------------------------- |
| Bardiani CSF                           | Italie                                 | BAR                                    |
| CCC Sprandi Polkowice                  | Pologne                                | CCC                                    |
| Cofidis                                | France                                 | COF                                    |
| Delko-Marseille Provence-KTM           | France                                 | DMP                                    |
| Drapac                                 | Australie                              | DPC                                    |
| Gazprom-RusVelo                        | Russie                                 | GAZ                                    |
| Roompot-Oranje Peloton                 | Pays-Bas                               | ROP                                    |
| Roth                                   | Suisse                                 | ROT                                    |
| Stölting Service Group                 | Allemagne                              | SSG                                    |
| Wanty-Groupe Gobert                    | Belgique                               | WGG                                    |

| Équipes continentales     | Équipes continentales | Équipes continentales |
| Nom de l'équipe           | Pays                  | Code                  |
| ------------------------- | --------------------- | --------------------- |
| Adria Mobil               | Slovénie              | ADR                   |
| Amplatz-BMC               | Autriche              | AMP                   |
| Felbermayr Simplon Wels   | Autriche              | RSW                   |
| Hrinkow Advarics Cycleang | Autriche              | HAC                   |
| Tirol                     | Autriche              | TIR                   |
| Vorarlberg                | Autriche              | VOL                   |
| Wibatech Fuji             | Pologne               | WIB                   |
| WSA-Greenlife             | Autriche              | WSA                   |

### Règlement de la course

#### Primes
Les vingt prix sont attribués suivant le barème de l'UCI,. Le total général des prix distribués est de 30 278 €.
| Position           | 1er     | 2e      | 3e      | 4e    | 5e    | 6e    | 7e    | 8e    | 9e    | 10e à 20e |
| Classement général | 6 040 € | 3 040 € | 1 510 € | 757 € | 606 € | 455 € | 455 € | 302 € | 302 € | 152 €     |
| Par étape          | 3 615 € | 1 805 € | 905 €   | 455 € | 365 € | 269 € | 269 € | 180 € | 180 € | 92 €      |
| Par demi-étape     | 2 425 € | 1 235 € | 605 €   | 302 € | 241 € | 186 € | 186 € | 122 € | 122 € | 60 €      |

## Étapes
| Étape     | Date     | Villes étapes                       | type                     | Distance (km) | Vainqueur d'étape | Leader du classement général |
| --------- | -------- | ----------------------------------- | ------------------------ | ------------- | ----------------- | ---------------------------- |
| Prologue  | 2 juill. | Kitzbüheler Horn – Kitzbüheler Horn | contre-la-montre en côte | 0,6           | William Clarke    | William Clarke               |
| 1re étape | 3 juill. | Innsbruck – Salzbourg               | étape de plaine          | 186,2         | Nicola Ruffoni    | Nicola Ruffoni               |
| 2e étape  | 4 juill. | Mondsee – Steyr                     | étape de plaine          | 194,3         | Clément Venturini | Andrea Pasqualon             |
| 3e étape  | 5 juill. | Ardagger – Sonntagberg              | étape vallonnée          | 181,3         | Brendan Canty     | Markus Eibegger              |
| 4e étape  | 6 juill. | Rottenmann – Edelweißspitze         | étape de montagne        | 183           | Jan Hirt          | Jan Hirt                     |
| 5e étape  | 7 juill. | Millstatt – Dobratsch               | étape de montagne        | 147,3         | Simone Sterbini   | Jan Hirt                     |
| 6e étape  | 8 juill. | Graz – Stegersbach                  | étape vallonnée          | 203,9         | Nicola Ruffoni    | Jan Hirt                     |
| 7e étape  | 9 juill. | Bad Tatzmannsdorf – Vienne          | étape vallonnée          | 179,8         | Frederik Backaert | Jan Hirt                     |

## Déroulement de la course

### Prologue
| \| Classement de l'étape \| Classement de l'étape \| Classement de l'étape \| Classement de l'étape \| Classement de l'étape \| \| Coureur \| Coureur \| Pays \| Équipe \| Temps \| \| --------------------- \| --------------------- \| --------------------- \| --------------------------- \| --------------------- \| \| 1er \| William Clarke \| Australie \| Drapac Professional Cycling \| 1 min 10 s \| \| 2e \| Lukas Schlemmer \| Autriche \| WSA-Greenlife \| + 1 s \| \| 3e \| Sylwester Janiszewski \| Pologne \| Wibatech Fuji \| + 1 s \| \| 4e \| Nicola Ruffoni \| Italie \| Bardiani CSF \| + 2 s \| \| 5e \| Arman Kamyshev \| Kazakhstan \| Astana \| + 3 s \| |                       |            |                             |            |
| |                       |            |                             |            |
| Source : ProCyclingStats |                       |            |                             |            |
| Classement de l'étape |                       |            |                             |            |
| Coureur | Coureur               | Pays       | Équipe                      | Temps      |
| 1er | William Clarke        | Australie  | Drapac Professional Cycling | 1 min 10 s |
| 2e | Lukas Schlemmer       | Autriche   | WSA-Greenlife               | + 1 s      |
| 3e | Sylwester Janiszewski | Pologne    | Wibatech Fuji               | + 1 s      |
| 4e | Nicola Ruffoni        | Italie     | Bardiani CSF                | + 2 s      |
| 5e | Arman Kamyshev        | Kazakhstan | Astana                      | + 3 s      |

| \| Classement général \| Classement général \| Classement général \| Classement général \| Classement général \| \| Coureur \| Coureur \| Pays \| Équipe \| Temps \| \| ------------------ \| --------------------- \| ------------------ \| --------------------------- \| ------------------ \| \| 1er \| William Clarke \| Australie \| Drapac Professional Cycling \| 1 min 10 s \| \| 2e \| Lukas Schlemmer \| Autriche \| WSA-Greenlife \| + 1 s \| \| 3e \| Sylwester Janiszewski \| Pologne \| Wibatech Fuji \| + 1 s \| \| 4e \| Nicola Ruffoni \| Italie \| Bardiani CSF \| + 2 s \| \| 5e \| Arman Kamyshev \| Kazakhstan \| Astana \| + 3 s \| |                       |            |                             |            |
| |                       |            |                             |            |
| Source : ProCyclingStats |                       |            |                             |            |
| Classement général |                       |            |                             |            |
| Coureur | Coureur               | Pays       | Équipe                      | Temps      |
| 1er | William Clarke        | Australie  | Drapac Professional Cycling | 1 min 10 s |
| 2e | Lukas Schlemmer       | Autriche   | WSA-Greenlife               | + 1 s      |
| 3e | Sylwester Janiszewski | Pologne    | Wibatech Fuji               | + 1 s      |
| 4e | Nicola Ruffoni        | Italie     | Bardiani CSF                | + 2 s      |
| 5e | Arman Kamyshev        | Kazakhstan | Astana                      | + 3 s      |

### 1reétape
| \| Classement de l'étape \| Classement de l'étape \| Classement de l'étape \| Classement de l'étape \| Classement de l'étape \| \| Coureur \| Coureur \| Pays \| Équipe \| Temps \| \| --------------------- \| --------------------- \| --------------------- \| ---------------------------- \| --------------------- \| \| 1er \| Nicola Ruffoni \| Italie \| Bardiani CSF \| 4 h 00 min 51 s \| \| 2e \| Andrea Pasqualon \| Italie \| Roth \| + 0 s \| \| 3e \| Yannick Martinez \| France \| Delko-Marseille Provence-KTM \| + 0 s \| \| 4e \| Clément Venturini \| France \| Cofidis, Solutions Crédits \| + 0 s \| \| 5e \| Daniel Auer \| Autriche \| Felbermayr Simplon Wels \| + 0 s \| |                   |          |                              |                 |
| |                   |          |                              |                 |
| Source : ProCyclingStats |                   |          |                              |                 |
| Classement de l'étape |                   |          |                              |                 |
| Coureur | Coureur           | Pays     | Équipe                       | Temps           |
| 1er | Nicola Ruffoni    | Italie   | Bardiani CSF                 | 4 h 00 min 51 s |
| 2e | Andrea Pasqualon  | Italie   | Roth                         | + 0 s           |
| 3e | Yannick Martinez  | France   | Delko-Marseille Provence-KTM | + 0 s           |
| 4e | Clément Venturini | France   | Cofidis, Solutions Crédits   | + 0 s           |
| 5e | Daniel Auer       | Autriche | Felbermayr Simplon Wels      | + 0 s           |

| \| Classement général \| Classement général \| Classement général \| Classement général \| Classement général \| \| Coureur \| Coureur \| Pays \| Équipe \| Temps \| \| ------------------ \| --------------------- \| ------------------ \| --------------------------- \| ------------------ \| \| 1er \| Nicola Ruffoni \| Italie \| Bardiani CSF \| 4 h 01 min 54 s \| \| 2e \| Andrea Pasqualon \| Italie \| Roth \| + 5 s \| \| 3e \| William Clarke \| Australie \| Drapac Professional Cycling \| + 7 s \| \| 4e \| Lukas Schlemmer \| Autriche \| WSA-Greenlife \| + 8 s \| \| 5e \| Sylwester Janiszewski \| Pologne \| Wibatech Fuji \| + 9 s \| |                       |           |                             |                 |
| |                       |           |                             |                 |
| Source : ProCyclingStats |                       |           |                             |                 |
| Classement général |                       |           |                             |                 |
| Coureur | Coureur               | Pays      | Équipe                      | Temps           |
| 1er | Nicola Ruffoni        | Italie    | Bardiani CSF                | 4 h 01 min 54 s |
| 2e | Andrea Pasqualon      | Italie    | Roth                        | + 5 s           |
| 3e | William Clarke        | Australie | Drapac Professional Cycling | + 7 s           |
| 4e | Lukas Schlemmer       | Autriche  | WSA-Greenlife               | + 8 s           |
| 5e | Sylwester Janiszewski | Pologne   | Wibatech Fuji               | + 9 s           |

### 2eétape
| \| Classement de l'étape \| Classement de l'étape \| Classement de l'étape \| Classement de l'étape \| Classement de l'étape \| \| Coureur \| Coureur \| Pays \| Équipe \| Temps \| \| --------------------- \| --------------------- \| --------------------- \| ---------------------------- \| --------------------- \| \| 1er \| Clément Venturini \| France \| Cofidis, Solutions Crédits \| 4 h 48 min 25 s \| \| 2e \| Andrea Pasqualon \| Italie \| Roth \| + 0 s \| \| 3e \| Sjoerd van Ginneken \| Pays-Bas \| Roompot-Oranje Peloton \| + 0 s \| \| 4e \| Frederik Backaert \| Belgique \| Wanty-Groupe Gobert \| + 0 s \| \| 5e \| Delio Fernández \| Espagne \| Delko-Marseille Provence-KTM \| + 0 s \| |                     |          |                              |                 |
| |                     |          |                              |                 |
| Source : ProCyclingStats |                     |          |                              |                 |
| Classement de l'étape |                     |          |                              |                 |
| Coureur | Coureur             | Pays     | Équipe                       | Temps           |
| 1er | Clément Venturini   | France   | Cofidis, Solutions Crédits   | 4 h 48 min 25 s |
| 2e | Andrea Pasqualon    | Italie   | Roth                         | + 0 s           |
| 3e | Sjoerd van Ginneken | Pays-Bas | Roompot-Oranje Peloton       | + 0 s           |
| 4e | Frederik Backaert   | Belgique | Wanty-Groupe Gobert          | + 0 s           |
| 5e | Delio Fernández     | Espagne  | Delko-Marseille Provence-KTM | + 0 s           |

| \| Classement général \| Classement général \| Classement général \| Classement général \| Classement général \| \| Coureur \| Coureur \| Pays \| Équipe \| Temps \| \| ------------------ \| --------------------- \| ------------------ \| ---------------------------- \| ------------------ \| \| 1er \| Andrea Pasqualon \| Italie \| Roth \| 8 h 50 min 18 s \| \| 2e \| Clément Venturini \| France \| Cofidis, Solutions Crédits \| + 4 s \| \| 3e \| Sylwester Janiszewski \| Pologne \| Wibatech Fuji \| + 10 s \| \| 4e \| Quentin Pacher \| France \| Delko-Marseille Provence-KTM \| + 10 s \| \| 5e \| Arman Kamyshev \| Kazakhstan \| Astana \| + 12 s \| |                       |            |                              |                 |
| |                       |            |                              |                 |
| Source : ProCyclingStats |                       |            |                              |                 |
| Classement général |                       |            |                              |                 |
| Coureur | Coureur               | Pays       | Équipe                       | Temps           |
| 1er | Andrea Pasqualon      | Italie     | Roth                         | 8 h 50 min 18 s |
| 2e | Clément Venturini     | France     | Cofidis, Solutions Crédits   | + 4 s           |
| 3e | Sylwester Janiszewski | Pologne    | Wibatech Fuji                | + 10 s          |
| 4e | Quentin Pacher        | France     | Delko-Marseille Provence-KTM | + 10 s          |
| 5e | Arman Kamyshev        | Kazakhstan | Astana                       | + 12 s          |

### 3eétape
| \| Classement de l'étape \| Classement de l'étape \| Classement de l'étape \| Classement de l'étape \| Classement de l'étape \| \| Coureur \| Coureur \| Pays \| Équipe \| Temps \| \| --------------------- \| --------------------- \| --------------------- \| --------------------------- \| --------------------- \| \| 1er \| Brendan Canty \| Australie \| Drapac Professional Cycling \| 4 h 59 min 20 s \| \| 2e \| Markus Eibegger \| Autriche \| Felbermayr Simplon Wels \| + 11 s \| \| 3e \| Marek Rutkiewicz \| Pologne \| Wibatech Fuji \| + 17 s \| \| 4e \| Hermann Pernsteiner \| Autriche \| Amplatz-BMC \| + 17 s \| \| 5e \| Guillaume Martin \| France \| Wanty-Groupe Gobert \| + 17 s \| |                     |           |                             |                 |
| |                     |           |                             |                 |
| Source : ProCyclingStats |                     |           |                             |                 |
| Classement de l'étape |                     |           |                             |                 |
| Coureur | Coureur             | Pays      | Équipe                      | Temps           |
| 1er | Brendan Canty       | Australie | Drapac Professional Cycling | 4 h 59 min 20 s |
| 2e | Markus Eibegger     | Autriche  | Felbermayr Simplon Wels     | + 11 s          |
| 3e | Marek Rutkiewicz    | Pologne   | Wibatech Fuji               | + 17 s          |
| 4e | Hermann Pernsteiner | Autriche  | Amplatz-BMC                 | + 17 s          |
| 5e | Guillaume Martin    | France    | Wanty-Groupe Gobert         | + 17 s          |

| \| Classement général \| Classement général \| Classement général \| Classement général \| Classement général \| \| Coureur \| Coureur \| Pays \| Équipe \| Temps \| \| ------------------ \| ------------------ \| ------------------ \| --------------------------- \| ------------------ \| \| 1er \| Markus Eibegger \| Autriche \| Felbermayr Simplon Wels \| 13 h 49 min 58 s \| \| 2e \| Brendan Canty \| Australie \| Drapac Professional Cycling \| + 4 s \| \| 3e \| Marek Rutkiewicz \| Pologne \| Wibatech Fuji \| + 13 s \| \| 4e \| Guillaume Martin \| France \| Wanty-Groupe Gobert \| + 17 s \| \| 5e \| Patrick Schelling \| Suisse \| Team Vorarlberg \| + 23 s \| |                   |           |                             |                  |
| |                   |           |                             |                  |
| Source : ProCyclingStats |                   |           |                             |                  |
| Classement général |                   |           |                             |                  |
| Coureur | Coureur           | Pays      | Équipe                      | Temps            |
| 1er | Markus Eibegger   | Autriche  | Felbermayr Simplon Wels     | 13 h 49 min 58 s |
| 2e | Brendan Canty     | Australie | Drapac Professional Cycling | + 4 s            |
| 3e | Marek Rutkiewicz  | Pologne   | Wibatech Fuji               | + 13 s           |
| 4e | Guillaume Martin  | France    | Wanty-Groupe Gobert         | + 17 s           |
| 5e | Patrick Schelling | Suisse    | Team Vorarlberg             | + 23 s           |

### 4eétape
| \| Classement de l'étape \| Classement de l'étape \| Classement de l'étape \| Classement de l'étape \| Classement de l'étape \| \| Coureur \| Coureur \| Pays \| Équipe \| Temps \| \| --------------------- \| --------------------- \| --------------------- \| ---------------------------- \| --------------------- \| \| 1er \| Jan Hirt \| Tchéquie \| CCC Sprandi Polkowice \| 5 h 17 min 23 s \| \| 2e \| David Belda \| Espagne \| Roth \| + 43 s \| \| 3e \| Guillaume Martin \| France \| Wanty-Groupe Gobert \| + 1 min 18 s \| \| 4e \| Patrick Schelling \| Suisse \| Team Vorarlberg \| + 1 min 20 s \| \| 5e \| Delio Fernández \| Espagne \| Delko-Marseille Provence-KTM \| + 1 min 20 s \| |                   |          |                              |                 |
| |                   |          |                              |                 |
| Source : ProCyclingStats |                   |          |                              |                 |
| Classement de l'étape |                   |          |                              |                 |
| Coureur | Coureur           | Pays     | Équipe                       | Temps           |
| 1er | Jan Hirt          | Tchéquie | CCC Sprandi Polkowice        | 5 h 17 min 23 s |
| 2e | David Belda       | Espagne  | Roth                         | + 43 s          |
| 3e | Guillaume Martin  | France   | Wanty-Groupe Gobert          | + 1 min 18 s    |
| 4e | Patrick Schelling | Suisse   | Team Vorarlberg              | + 1 min 20 s    |
| 5e | Delio Fernández   | Espagne  | Delko-Marseille Provence-KTM | + 1 min 20 s    |

| \| Classement général \| Classement général \| Classement général \| Classement général \| Classement général \| \| Coureur \| Coureur \| Pays \| Équipe \| Temps \| \| ------------------ \| ------------------ \| ------------------ \| ---------------------------- \| ------------------ \| \| 1er \| Jan Hirt \| Tchéquie \| CCC Sprandi Polkowice \| 19 h 07 min 35 s \| \| 2e \| Guillaume Martin \| France \| Wanty-Groupe Gobert \| + 1 min 17 s \| \| 3e \| Patrick Schelling \| Suisse \| Team Vorarlberg \| + 1 min 29 s \| \| 4e \| Delio Fernández \| Espagne \| Delko-Marseille Provence-KTM \| + 1 min 33 s \| \| 5e \| Stéphane Rossetto \| France \| Cofidis, Solutions Crédits \| + 1 min 49 s \| |                   |          |                              |                  |
| |                   |          |                              |                  |
| Source : ProCyclingStats |                   |          |                              |                  |
| Classement général |                   |          |                              |                  |
| Coureur | Coureur           | Pays     | Équipe                       | Temps            |
| 1er | Jan Hirt          | Tchéquie | CCC Sprandi Polkowice        | 19 h 07 min 35 s |
| 2e | Guillaume Martin  | France   | Wanty-Groupe Gobert          | + 1 min 17 s     |
| 3e | Patrick Schelling | Suisse   | Team Vorarlberg              | + 1 min 29 s     |
| 4e | Delio Fernández   | Espagne  | Delko-Marseille Provence-KTM | + 1 min 33 s     |
| 5e | Stéphane Rossetto | France   | Cofidis, Solutions Crédits   | + 1 min 49 s     |

### 5eétape
| \| Classement de l'étape \| Classement de l'étape \| Classement de l'étape \| Classement de l'étape \| Classement de l'étape \| \| Coureur \| Coureur \| Pays \| Équipe \| Temps \| \| --------------------- \| --------------------- \| --------------------- \| ---------------------------- \| --------------------- \| \| 1er \| Simone Sterbini \| Italie \| Bardiani CSF \| 3 h 36 min 43 s \| \| 2e \| David Belda \| Espagne \| Roth \| + 2 min 02 s \| \| 3e \| Markus Eibegger \| Autriche \| Felbermayr Simplon Wels \| + 2 min 06 s \| \| 4e \| Delio Fernández \| Espagne \| Delko-Marseille Provence-KTM \| + 2 min 12 s \| \| 5e \| Guillaume Martin \| France \| Wanty-Groupe Gobert \| + 2 min 12 s \| |                  |          |                              |                 |
| |                  |          |                              |                 |
| Source : ProCyclingStats |                  |          |                              |                 |
| Classement de l'étape |                  |          |                              |                 |
| Coureur | Coureur          | Pays     | Équipe                       | Temps           |
| 1er | Simone Sterbini  | Italie   | Bardiani CSF                 | 3 h 36 min 43 s |
| 2e | David Belda      | Espagne  | Roth                         | + 2 min 02 s    |
| 3e | Markus Eibegger  | Autriche | Felbermayr Simplon Wels      | + 2 min 06 s    |
| 4e | Delio Fernández  | Espagne  | Delko-Marseille Provence-KTM | + 2 min 12 s    |
| 5e | Guillaume Martin | France   | Wanty-Groupe Gobert          | + 2 min 12 s    |

| \| Classement général \| Classement général \| Classement général \| Classement général \| Classement général \| \| Coureur \| Coureur \| Pays \| Équipe \| Temps \| \| ------------------ \| ------------------ \| ------------------ \| ---------------------------- \| ------------------ \| \| 1er \| Jan Hirt \| Tchéquie \| CCC Sprandi Polkowice \| 22 h 46 min 30 s \| \| 2e \| Guillaume Martin \| France \| Wanty-Groupe Gobert \| + 1 min 17 s \| \| 3e \| Patrick Schelling \| Suisse \| Team Vorarlberg \| + 1 min 29 s \| \| 4e \| Delio Fernández \| Espagne \| Delko-Marseille Provence-KTM \| + 1 min 33 s \| \| 5e \| Stéphane Rossetto \| France \| Cofidis, Solutions Crédits \| + 1 min 49 s \| |                   |          |                              |                  |
| |                   |          |                              |                  |
| Source : ProCyclingStats |                   |          |                              |                  |
| Classement général |                   |          |                              |                  |
| Coureur | Coureur           | Pays     | Équipe                       | Temps            |
| 1er | Jan Hirt          | Tchéquie | CCC Sprandi Polkowice        | 22 h 46 min 30 s |
| 2e | Guillaume Martin  | France   | Wanty-Groupe Gobert          | + 1 min 17 s     |
| 3e | Patrick Schelling | Suisse   | Team Vorarlberg              | + 1 min 29 s     |
| 4e | Delio Fernández   | Espagne  | Delko-Marseille Provence-KTM | + 1 min 33 s     |
| 5e | Stéphane Rossetto | France   | Cofidis, Solutions Crédits   | + 1 min 49 s     |

### 6eétape
| \| Classement de l'étape \| Classement de l'étape \| Classement de l'étape \| Classement de l'étape \| Classement de l'étape \| \| Coureur \| Coureur \| Pays \| Équipe \| Temps \| \| --------------------- \| --------------------- \| --------------------- \| -------------------------- \| --------------------- \| \| 1er \| Nicola Ruffoni \| Italie \| Bardiani CSF \| 4 h 41 min 51 s \| \| 2e \| Daniel Auer \| Autriche \| Felbermayr Simplon Wels \| + 0 s \| \| 3e \| Sylwester Janiszewski \| Pologne \| Wibatech Fuji \| + 0 s \| \| 4e \| Sjoerd van Ginneken \| Pays-Bas \| Roompot-Oranje Peloton \| + 0 s \| \| 5e \| Anthony Turgis \| France \| Cofidis, Solutions Crédits \| + 0 s \| |                       |          |                            |                 |
| |                       |          |                            |                 |
| Source : ProCyclingStats |                       |          |                            |                 |
| Classement de l'étape |                       |          |                            |                 |
| Coureur | Coureur               | Pays     | Équipe                     | Temps           |
| 1er | Nicola Ruffoni        | Italie   | Bardiani CSF               | 4 h 41 min 51 s |
| 2e | Daniel Auer           | Autriche | Felbermayr Simplon Wels    | + 0 s           |
| 3e | Sylwester Janiszewski | Pologne  | Wibatech Fuji              | + 0 s           |
| 4e | Sjoerd van Ginneken   | Pays-Bas | Roompot-Oranje Peloton     | + 0 s           |
| 5e | Anthony Turgis        | France   | Cofidis, Solutions Crédits | + 0 s           |

| \| Classement général \| Classement général \| Classement général \| Classement général \| Classement général \| \| Coureur \| Coureur \| Pays \| Équipe \| Temps \| \| ------------------ \| ------------------ \| ------------------ \| ---------------------------- \| ------------------ \| \| 1er \| Jan Hirt \| Tchéquie \| CCC Sprandi Polkowice \| 27 h 28 min 21 s \| \| 2e \| Guillaume Martin \| France \| Wanty-Groupe Gobert \| + 1 min 17 s \| \| 3e \| Patrick Schelling \| Suisse \| Team Vorarlberg \| + 1 min 29 s \| \| 4e \| Delio Fernández \| Espagne \| Delko-Marseille Provence-KTM \| + 1 min 31 s \| \| 5e \| Stéphane Rossetto \| France \| Cofidis, Solutions Crédits \| + 1 min 49 s \| |                   |          |                              |                  |
| |                   |          |                              |                  |
| Source : ProCyclingStats |                   |          |                              |                  |
| Classement général |                   |          |                              |                  |
| Coureur | Coureur           | Pays     | Équipe                       | Temps            |
| 1er | Jan Hirt          | Tchéquie | CCC Sprandi Polkowice        | 27 h 28 min 21 s |
| 2e | Guillaume Martin  | France   | Wanty-Groupe Gobert          | + 1 min 17 s     |
| 3e | Patrick Schelling | Suisse   | Team Vorarlberg              | + 1 min 29 s     |
| 4e | Delio Fernández   | Espagne  | Delko-Marseille Provence-KTM | + 1 min 31 s     |
| 5e | Stéphane Rossetto | France   | Cofidis, Solutions Crédits   | + 1 min 49 s     |

### 7eétape
| \| Classement de l'étape \| Classement de l'étape \| Classement de l'étape \| Classement de l'étape \| Classement de l'étape \| \| Coureur \| Coureur \| Pays \| Équipe \| Temps \| \| --------------------- \| --------------------- \| --------------------- \| ---------------------------- \| --------------------- \| \| 1er \| Frederik Backaert \| Belgique \| Wanty-Groupe Gobert \| 3 h 23 min 34 s \| \| 2e \| Markus Eibegger \| Autriche \| Felbermayr Simplon Wels \| + 9 s \| \| 3e \| David Belda \| Espagne \| Roth \| + 14 s \| \| 4e \| Delio Fernández \| Espagne \| Delko-Marseille Provence-KTM \| + 14 s \| \| 5e \| Clemens Fankhauser \| Autriche \| Tirol Cycling Team \| + 14 s \| |                    |          |                              |                 |
| |                    |          |                              |                 |
| Source : ProCyclingStats |                    |          |                              |                 |
| Classement de l'étape |                    |          |                              |                 |
| Coureur | Coureur            | Pays     | Équipe                       | Temps           |
| 1er | Frederik Backaert  | Belgique | Wanty-Groupe Gobert          | 3 h 23 min 34 s |
| 2e | Markus Eibegger    | Autriche | Felbermayr Simplon Wels      | + 9 s           |
| 3e | David Belda        | Espagne  | Roth                         | + 14 s          |
| 4e | Delio Fernández    | Espagne  | Delko-Marseille Provence-KTM | + 14 s          |
| 5e | Clemens Fankhauser | Autriche | Tirol Cycling Team           | + 14 s          |

## Classements finals

### Classement général final
| \| Classement général \| Classement général \| Classement général \| Classement général \| Classement général \| \| Coureur \| Coureur \| Pays \| Équipe \| Temps \| \| ------------------ \| ------------------- \| ------------------ \| ---------------------------- \| ------------------ \| \| 1er \| Jan Hirt \| Tchéquie \| CCC Sprandi Polkowice \| 30 h 52 min 09 s \| \| 2e \| Guillaume Martin \| France \| Wanty-Groupe Gobert \| + 1 min 17 s \| \| 3e \| Patrick Schelling \| Suisse \| Team Vorarlberg \| + 1 min 29 s \| \| 4e \| Delio Fernández \| Espagne \| Delko-Marseille Provence-KTM \| + 1 min 31 s \| \| 5e \| Stéphane Rossetto \| France \| Cofidis, Solutions Crédits \| + 1 min 49 s \| \| 6e \| Hermann Pernsteiner \| Autriche \| Amplatz-BMC \| + 2 min 21 s \| \| 7e \| Markus Eibegger \| Autriche \| Felbermayr Simplon Wels \| + 3 min 21 s \| \| 8e \| Brendan Canty \| Australie \| Drapac Professional Cycling \| + 3 min 28 s \| \| 9e \| David Belda \| Espagne \| Roth \| + 3 min 46 s \| \| 10e \| Marco Minnaard \| Pays-Bas \| Wanty-Groupe Gobert \| + 4 min 19 s \| |                     |           |                              |                  |
| |                     |           |                              |                  |
| Source : ProCyclingStats |                     |           |                              |                  |
| Classement général |                     |           |                              |                  |
| Coureur | Coureur             | Pays      | Équipe                       | Temps            |
| 1er | Jan Hirt            | Tchéquie  | CCC Sprandi Polkowice        | 30 h 52 min 09 s |
| 2e | Guillaume Martin    | France    | Wanty-Groupe Gobert          | + 1 min 17 s     |
| 3e | Patrick Schelling   | Suisse    | Team Vorarlberg              | + 1 min 29 s     |
| 4e | Delio Fernández     | Espagne   | Delko-Marseille Provence-KTM | + 1 min 31 s     |
| 5e | Stéphane Rossetto   | France    | Cofidis, Solutions Crédits   | + 1 min 49 s     |
| 6e | Hermann Pernsteiner | Autriche  | Amplatz-BMC                  | + 2 min 21 s     |
| 7e | Markus Eibegger     | Autriche  | Felbermayr Simplon Wels      | + 3 min 21 s     |
| 8e | Brendan Canty       | Australie | Drapac Professional Cycling  | + 3 min 28 s     |
| 9e | David Belda         | Espagne   | Roth                         | + 3 min 46 s     |
| 10e | Marco Minnaard      | Pays-Bas  | Wanty-Groupe Gobert          | + 4 min 19 s     |

### Classements annexes
| Classement par points | Classement par points | Classement par points | Classement par points        | Classement par points |
| --------------------- | --------------------- | --------------------- | ---------------------------- | --------------------- |
|                       | Coureur               | Pays                  | Équipe                       | Point(s)              |
| 1er                   | Frederik Backaert     | Belgique              | Wanty-Groupe Gobert          | 41 points             |
| 2e                    | Delio Fernández       | Espagne               | Delko-Marseille Provence-KTM | 34 pts                |
| 3e                    | Markus Eibegger       | Autriche              | Felbermayr Simplon Wels      | 34 pts                |
| modifier              |                       |                       |                              |                       |

| Classement de la montagne | Classement de la montagne | Classement de la montagne | Classement de la montagne | Classement de la montagne |
| ------------------------- | ------------------------- | ------------------------- | ------------------------- | ------------------------- |
|                           | Coureur                   | Pays                      | Équipe                    | Point(s)                  |
| 1er                       | Alessandro Vanotti        | Italie                    | Astana                    | 34 points                 |
| 2e                        | David Belda               | Espagne                   | Roth                      | 24 pts                    |
| 3e                        | Jan Hirt                  | Tchéquie                  | CCC Sprandi Polkowice     | 23 pts                    |
| modifier                  |                           |                           |                           |                           |

| Classement du meilleur Autrichien | Classement du meilleur Autrichien | Classement du meilleur Autrichien | Classement du meilleur Autrichien | Classement du meilleur Autrichien |
|                                   | Coureur                           | Pays                              | Équipe                            | Temps                             |
| --------------------------------- | --------------------------------- | --------------------------------- | --------------------------------- | --------------------------------- |
| 1er                               | Hermann Pernsteiner               | Autriche                          | Amplatz-BMC                       | en 30 h 54 min 30 s               |
| 2e                                | Markus Eibegger                   | Autriche                          | Felbermayr Simplon Wels           | + 1 min 0 s                       |
| 3e                                | Clemens Fankhauser                | Autriche                          | Tirol                             | + 3 min 49 s                      |
| modifier                          |                                   |                                   |                                   |                                   |

| Classement par équipes | Classement par équipes | Classement par équipes | Classement par équipes |
|                        | Équipe                 | Pays                   | Temps                  |
| ---------------------- | ---------------------- | ---------------------- | ---------------------- |
| 1re                    | Wanty-Groupe Gobert    | Belgique               | en 92 h 46 min 16 s    |
| 2e                     | Drapac                 | Australie              | + 21 min 13 s          |
| 3e                     | CCC Sprandi Polkowice  | Pologne                | + 23 min 17 s          |
| modifier               |                        |                        |                        |

### UCI Europe Tour
Ce Tour d'Autriche attribue des points pour l'UCI Europe Tour 2016, par équipes seulement aux coureurs des équipes continentales professionnelles et continentales, individuellement à tous les coureurs sauf ceux faisant partie d'une équipe ayant un label WorldTeam.
| Position           | 1er | 2e  | 3e  | 4e  | 5e | 6e | 7e | 8e | 9e | 10e | 11e | 12e | 13e | 14e | 15e | 16e à 30e | 31e à 40e |
| Classement général | 200 | 150 | 125 | 100 | 85 | 70 | 60 | 50 | 40 | 35  | 30  | 25  | 20  | 15  | 10  | 5         | 3         |
| Par étape          | 20  | 10  | 5   |     |    |    |    |    |    |     |     |     |     |     |     |           |           |
| Leader, par étape  | 5   |     |     |     |    |    |    |    |    |     |     |     |     |     |     |           |           |

| Cycliste | Équipe | Général | Étape | Leader | Total |
| -------- | ------ | ------- | ----- | ------ | ----- |

## Évolution des classements
| Étape              | Vainqueur          | Classement général | Classement par points | Classement de la montagne | Classement du meilleur Autrichien | Classement par équipes |
| ------------------ | ------------------ | ------------------ | --------------------- | ------------------------- | --------------------------------- | ---------------------- |
| P                  | William Clarke     | William Clarke     | William Clarke        | William Clarke            | Lukas Schlemmer                   | Astana                 |
| 1                  | Nicola Ruffoni     | Nicola Ruffoni     | Nicola Ruffoni        | Alessandro Vanotti        | Lukas Schlemmer                   | Astana                 |
| 2                  | Clément Venturini  | Andrea Pasqualon   | Andrea Pasqualon      | Jacek Morajko             | Clemens Fankhauser                | Astana                 |
| 3                  | Brendan Canty      | Markus Eibegger    | Andrea Pasqualon      | Alessandro Vanotti        | Markus Eibegger                   | CCC Sprandi Polkowice  |
| 4                  | Jan Hirt           | Jan Hirt           | Andrea Pasqualon      | Alessandro Vanotti        | Hermann Pernsteiner               | Wanty-Groupe Gobert    |
| 5                  | Simone Sterbini    | Jan Hirt           | Matthias Krizek       | Jan Hirt                  | Hermann Pernsteiner               | Wanty-Groupe Gobert    |
| 6                  | Nicola Ruffoni     | Jan Hirt           | Andrea Pasqualon      | Alessandro Vanotti        | Hermann Pernsteiner               | Wanty-Groupe Gobert    |
| 7                  | Frederik Backaert  | Jan Hirt           | Frederik Backaert     | Alessandro Vanotti        | Hermann Pernsteiner               | Wanty-Groupe Gobert    |
| Classements finals | Classements finals | Jan Hirt           | Frederik Backaert     | Alessandro Vanotti        | Hermann Pernsteiner               | Wanty-Groupe Gobert    |